# Тамбон

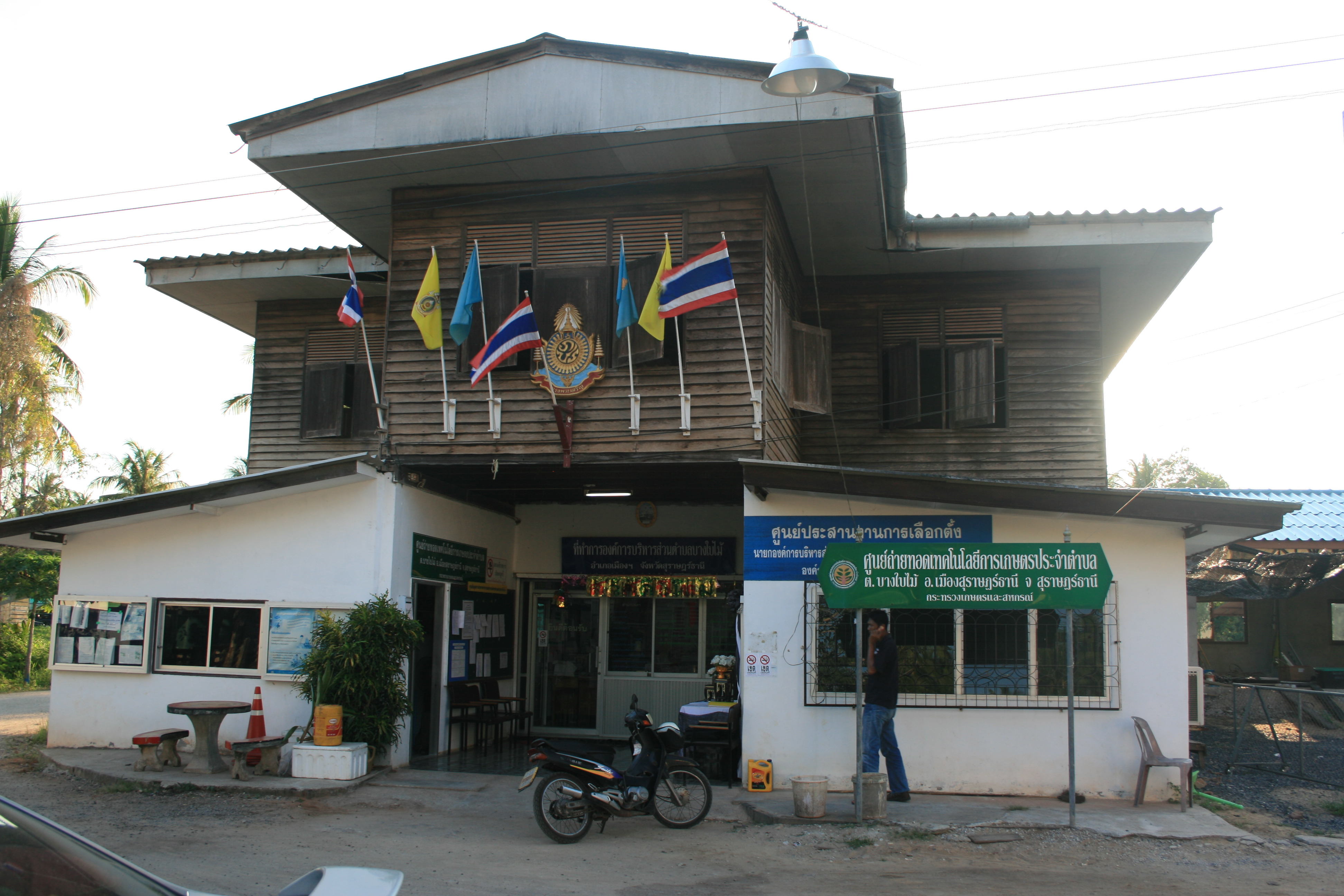
Здание Администрации района Бангбаймай (провинция Сураттани)

Тамбон (тайск. ตำบล) — территориальная единица третьего порядка в Таиланде.
Каждая провинция Таиланда разделена на районы (ампхе), которые подразделяются на более мелкие административные единицы — тамбоны. Кхеты столичного округа Бангкок разделяются на квэнги (тайск. แขวง). Тамбоны и квэнги аналогичны сельским поселениям и районам городов в России. В 2000 году в Таиланде насчитывалось 7254 тамбона и 154 квэнга.
Количество тамбонов — обычно 8-10 в каждом ампхе. В каждом тамбоне находятся несколько поселений-деревень (мубанов), на 2000 год по стране их насчитывалось 69307. Более крупные города могут занимать один или несколько тамбонов. Города делятся на районы — чумчоны.

## Система управления
Управляющий тамбона (กำนัน, kamnan) — представитель центральной власти в тамбоне. Является непосредственным помощником Управляющего ампхе. Он выбирается из числа «старост деревень». Жалование ему поступает из казны центрального правительства.
Администрация района (องค์การบริหารส่วนตำบล, Subdistrict administrative organization TAO, она же SAO) — орган местного самоуправления. Совет Администрация района состоит из двух представителей от каждой мубаны в тамбоне и одного непосредственно избранного председателя. До 2001 года маленькие тамбоны управлялись Советами тамбонов, а не Администрациями районов, однако с 2001 года все Советы тамбона были преобразованы в Администрации района. Тот мубан в тамбоне, который принадлежит Муниципалитету (тхетсабану), находится в ведении Муниципального совета. В случае, если только часть тамбона находится в пределах города, оставшаяся часть управляется Администрацией района. Примыкающие тамбоны одного ампхе могут иметь общую Администрацию района.